# التعليم في تسمانيا
التعليم في تسمانيا يتمثل النظام التعليمي في تسمانيا بمؤسستين: تمثل الحكومة المؤسسة الأولى حيث تدير النظام المدرسي من k-12 أما المؤسسة الثانية فهي تتمثل بالعديد من المدارس المستقلة والخاصة ومعضمها تدار وتدعم على الأغلب من قبل هيئات دينية. يتم إدارة النظام التعليمي العام في تسمانيا بصورة رئيسية من قبل وزارة التعليم لحكومة الولاية حيث أن هذه الوزارة مسوؤلة عن كل أوجه التعليم في تسمانيا وبضمنها النظام المدرسي وتعليم البالغين ومكتبة الولاية و الTAFE في تسمانيا، وتعتبر TAS TAFE مؤسسة مهنية بعد مرحلة الثانوية وهي ذات أفرع في كل انحاء الولاية.
تاريخ التعليم تم تأسيس أقدم كلية للتعليم لما بعد مرحلة الثانوية في أستراليا في BISHOPSBOURNE في تسمانيا في سنة 1846 وهو كلية اللاهوت Christ College وهي اليوم كلية سكنية لجامعة تسمانيا التي كانت قد تأسست في عام 1890 مما يجعلها رابع أقدم جامعة في البلاد.
التعليم الابتدائي يتباين التعليم الابتدائي في تسمانيا مع كل الولايات في أستراليا حيث يحل التقسيم الثلاثي بدلا من التقسيم الثنائي للمدارس الابتدائية والمتوسطة. فالمدارس مقسمة ًا لى الابتدائية والثانوية والكليات حيث يبدأ الطلاب في السنة الأولى التمهيدية حينما تكون اعمارهم قد بلغت الست سنوات ويقضوا هؤلاء الطلاب سبعة سنوات في المرحلة الابتدائية قبل ان يكون بمقدورهم الأ لتحاق بالمدارس الثانوية مثل بقية الولايات.
التعليم الثانوي بمقدور الصف 11 و12 الحصول على شهادة التعليم في تسمانيا أو إتمام تعليم التدريب المهني على غرار بقية الولايات ولكن تختلف تسمانيا عن غيرها لكونها تمتلك مدارس منفصلة للسنتين الأخيرتين والتي تدعى بالكليات. تدرس الصفوف من 7-10 في المدارس الثانوية بالرغم من ان المدارس الإقليمية والكثير من المدارس الغير حكومية تقوم بدمج صفوف المرحلة الابتدائية والثانوية والكلية مع بعض.
المدارس الثانوية تعلم المدارس الثانوية الطلاب من الصفوف ما بين 7-10.
الكليات تستقبل الكليات في تسمانيا الصفوف 11& 12 حيث أن هناك ثمان كليات حكومية وواحدة خاصة في تسمانيا
مدارس غير حكومية أخرى يتواجد العديد من المدارس الغير حكومية وبالرغم من تفاوت التدخل للمنظمات الكفيلة في تلك المدارس فهي على الغالب ذات انتساب ديني وتختلف هذه المدارس في تصميمها عن الحكومية كما أنها تقدم مراحل متعددة للصفوف.
المدارس الأقليمية يتواجد في تسمانيا 26 مدرسة اقليمية أو مدرسة اقليمية ثانوية وهذه متواجدة في مناطق ريفية حيث يتم تدريس المرحلة الابتدائية والثانوية في حرم فردي الذي يشمل سنوات الروضة إلى الصف العاشر.
تعتبر جامعة تسمانيا أكبر مؤسسة تعليم عامة في تسمانيا حيث يوجد لها أكثر من حرم رئيسي في كل من NEWNHAM في لونسستن وSANDYBAY في هوبارت إضافة إلى المركز الشمالي الغربي في بيرني